# Atrée

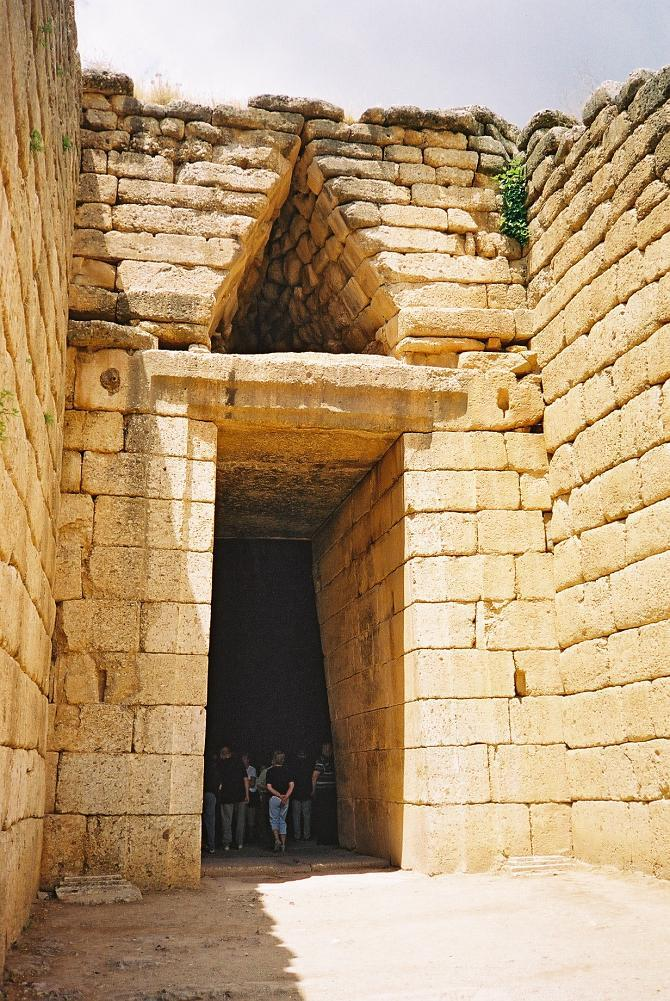
Entrée d'une tombe mycénienne dite « trésor d'Atrée »

Dans la mythologie grecque, Atrée (en grec ancien Ἀτρεύς / Atreús, « sans crainte »), fils de Pélops et d'Hippodamie, est roi de Mycènes (ou d'Argos). Il est le père d'Agamemnon et de Ménélas, et le fondateur éponyme de la lignée des Atrides.

## Mythe
Atrée et son frère jumeau Thyeste assassinèrent leur demi-frère Chrysippe et furent chassés du royaume de Pisa par Pélops, leur père. Ils se réfugièrent alors à Mycènes, accueillis par le roi Eurysthée qui leur confia le territoire de Midéa en son absence. Mais le roi mourut sans enfant et un oracle conseilla aux habitants de Mycènes de prendre un des fils de Pélops comme roi.
Atrée fit le vœu de sacrifier son meilleur agneau à Artémis. En cherchant dans son troupeau, Atrée trouva un agneau doré qu'il offrit à sa femme Érope, pour le dissimuler à la déesse. Érope l'offrit à son tour à son amant, Thyeste, qui convainquit alors son frère de convenir que celui qui posséderait l'agneau serait roi : Thyeste produisit l'agneau et réclama le trône.
Atrée récupéra le trône en suivant les conseils d'Hermès : Thyeste accepta de rendre le royaume quand le soleil fût allé à l'envers dans le ciel, un miracle qu'accomplit Zeus. Atrée bannit Thyeste.
Ayant appris l'adultère de Thyeste et Érope, Atrée résolut de se venger. Il tua les fils de Thyeste et les fit cuire, ne conservant que leurs membres. Il les donna à manger à son frère lors d'un banquet de réconciliation puis lui montra leurs mains et leurs pieds coupés.
Un oracle annonça alors à Thyeste que s'il avait un fils de sa propre fille Pélopia, ce fils tuerait Atrée. Thyeste engendra ce fils : Égisthe. Néanmoins, à la naissance d'Égisthe, la mère abandonna son enfant, honteuse de l'acte incestueux. Un berger découvrit l'enfant et le donna à Atrée qui l'éleva comme son fils. C'est seulement à l'âge adulte que la vérité fut révélée à Égisthe qui tua alors Atrée.

## Descendance
Érope et Atrée eurent plusieurs enfants, dont Ménélas, Agamemnon et Anaxibie.
Selon certaines sources, Atrée était le père de Plisthène, qu'il eut de Cléola. Plus couramment, ils sont considérés comme frères.

## Évocations artistiques
- Prosper Jolyot de Crébillon, Atrée et Thyeste, tragédie en cinq actes représentée pour la première fois en 1707 [lire en ligne].

### Radiographie
- Pierre Judet de La Combe, « Atrée et Thyeste : pourquoi tant de haine entre frères ? », sur Quand les Dieux rôdaient sur la Terre, France Inter, 10 décembre 2022.